# Mousikos Gymnastikos Syllogos Ethnikos Alexandroupolīs 2014-2015
Questa voce raccoglie le informazioni riguardanti il Mousikos Gymnastikos Syllogos Ethnikos Alexandroupolīs nella stagione 2014-2015.

## Organigramma societario
Area direttiva
- Presidente: Grīgorīs Karapiperīs

Area tecnica
- Primo allenatore: Thanasīs Moustakidīs
- Secondo allenatore Giōrgos Papazoglou

## Rosa
| N° | Nome                    | Ruolo | Data di nascita  | Nazionalità sportiva |
| -- | ----------------------- | ----- | ---------------- | -------------------- |
| 1  | Kōnstantinos Dalakouras | S     | 1º agosto 1990   | Grecia               |
| 2  | Žarko Kisić             | P     | 5 aprile 1986    | Bosnia ed Erzegovina |
| 3  | Theologos Daridīs       | L     | 18 luglio 1991   | Grecia               |
| 4  | Ivan Mihalj             | C     | 23 novembre 1990 | Croazia              |
| 6  | Grīgorīs Sirīdopoulos   | P     | 7 novembre 1973  | Grecia               |
| 6  | Christopher Austin      | P     | 9 luglio 1991    | Stati Uniti          |
| 7  | Thōmas Dīmītriadīs      | S     | 9 aprile 1992    | Grecia               |
| 8  | Giōrgos Papazoglou      | C     | 27 giugno 1973   | Grecia               |
| 10 | Božidar Ćuk             | S     | 13 giugno 1992   | Montenegro           |
| 11 | Stauros Kasampalīs      | P     | 1º giugno 1995   | Grecia               |
| 12 | Chrīstos Kiosīs         | C     | 23 dicembre 1982 | Grecia               |
| 14 | Anestīs Dalakouras      | S     | 18 giugno 1993   | Grecia               |
| 15 | Leo Andrić              | O     | 20 luglio 1994   | Croazia              |
| 17 | Paraskeuas Tselios      | C     | 26 luglio 1997   | Grecia               |
| 18 | Grīgorīs Kontostathīs   | S     | 22 dicembre 1994 | Grecia               |

## Statistiche

### Statistiche di squadra
| Competizione    | Punti | In casa | In casa | In casa | In trasferta | In trasferta | In trasferta | Totale | Totale | Totale |
| Competizione    | Punti | G       | V       | P       | G            | V            | P            | G      | V      | P      |
| --------------- | ----- | ------- | ------- | ------- | ------------ | ------------ | ------------ | ------ | ------ | ------ |
| Volley League   | 26/7  | 13      | 5       | 8       | 12           | 5            | 7            | 25     | 10     | 15     |
| Coppa di Grecia | -     | 1       | 0       | 1       | 0            | 0            | 0            | 1      | 0      | 1      |
| Coppa di Lega   | 5     | -       | -       | -       | -            | -            | -            | 4      | 3      | 1      |
| Challenge Cup   | -     | 4       | 3       | 1       | 4            | 2            | 2            | 8      | 5      | 3      |
| Totale          | -     | 18      | 8       | 10      | 16           | 7            | 9            | 38     | 18     | 20     |

G = partite giocate; V = partite vinte; P = partite perse

### Statistiche dei giocatori
| Giocatore       | Volley League | Volley League | Volley League | Volley League | Volley League | Coppa di Lega | Coppa di Lega | Coppa di Lega | Coppa di Lega | Coppa di Lega | Challenge Cup | Challenge Cup | Challenge Cup | Challenge Cup | Challenge Cup |
| Giocatore       | P             | PT            | AV            | MV            | BV            | P             | PT            | AV            | MV            | BV            | P             | PT            | AV            | MV            | BV            |
| --------------- | ------------- | ------------- | ------------- | ------------- | ------------- | ------------- | ------------- | ------------- | ------------- | ------------- | ------------- | ------------- | ------------- | ------------- | ------------- |
| L. Andrić       | 23            | 421           | 324           | 35            | 62            | 4             | 31            | 23            | 7             | 1             | 8             | 142           | 107           | 21            | 14            |
| C. Austin       | 2             | 1             | 0             | 0             | 1             | -             | -             | -             | -             | -             | -             | -             | -             | -             | -             |
| B. Ćuk          | 15            | 269           | 205           | 36            | 28            | 4             | 71            | 59            | 9             | 3             | 6             | 69            | 57            | 7             | 5             |
| A. Dalakouras   | 24            | 250           | 201           | 31            | 18            | 4             | 41            | 32            | 4             | 5             | 8             | 81            | 71            | 8             | 2             |
| K. Dalakouras   | 18            | 51            | 42            | 7             | 2             | 2             | 12            | 10            | 2             | 0             | 7             | 15            | 12            | 2             | 1             |
| T. Daridīs      | 22            | 1             | 1             | 0             | 0             | 4             | 0             | 0             | 0             | 0             | 8             | 0             | 0             | 0             | 0             |
| T. Dīmītriadīs  | 8             | 24            | 17            | 4             | 3             | 1             | 0             | 0             | 0             | 0             | 5             | 9             | 9             | 0             | 0             |
| S. Kasampalīs   | 21            | 62            | 22            | 19            | 21            | 4             | 5             | 0             | 4             | 1             | 8             | 10            | 5             | 2             | 3             |
| C. Kiosīs       | 13            | 87            | 47            | 30            | 10            | 2             | 5             | 4             | 1             | 0             | 8             | 54            | 31            | 20            | 3             |
| Ž. Kisić        | 9             | 13            | 2             | 4             | 7             | 2             | 7             | 1             | 4             | 2             | 4             | 8             | 3             | 2             | 3             |
| G. Kontostathīs | 11            | 7             | 5             | 2             | 0             | 2             | 1             | 1             | 0             | 0             | 4             | 0             | 0             | 0             | 0             |
| I. Mihalj       | 24            | 221           | 113           | 94            | 14            | 4             | 42            | 21            | 17            | 4             | 8             | 83            | 39            | 35            | 9             |
| G. Papazoglou   | 16            | 97            | 52            | 39            | 6             | 4             | 15            | 8             | 6             | 1             | 1             | 5             | 5             | 0             | 0             |
| G. Sirīdopoulos | 1             | 1             | 0             | 0             | 1             | -             | -             | -             | -             | -             | -             | -             | -             | -             | -             |
| P. Tselios      | 1             | 0             | 0             | 0             | 0             | -             | -             | -             | -             | -             | -             | -             | -             | -             | -             |

P = presenze; PT = punti totali; AV = attacchi vincenti; MV = muri vincenti; BV = battute vincenti

NB: Non sono disponibili i dati relativi alla Coppa di Grecia e, di conseguenza, quelli totali